# ジャズ娘誕生
『ジャズ娘誕生』（ジャズむすめたんじょう）は、1957年4月3日に公開された、総天然色映画作品。春原政久監督のミュージカルコメディー映画である。主演は江利チエミと石原裕次郎。弟と共に椿油を売る娘が、歌手としてデビューを果たすまでを描いた作品である。

## 配役
- 河井みどり : 江利チエミ
- 南条春夫 : 石原裕次郎
- 谷東峰 : 小杉勇
- 加藤豊 : 二本柳寛
- 花村千 : 殿山泰司
- 加藤義彦 : 青山恭二
- 早苗 : 木室郁子
- お芳 : 丹下キヨ子
- ダムダム : キドシン
- 健 : 牧眞介
- 武藤君 : 武藤章生
- 大黒座主権堂 : 山田禪二
- 光劇場主上山 : 天草四郎
- 河井ヒデ子 : 刈屋ヒデ子
- ユキ : 西田佐智子
- さくら : 日輪マコ
- 朱美 : 左京路子
- お花 : 新井麗子
- たまみ : 東郷たまみ
- レストランニュースター支配人 : 三島謙
- ボプ・ホープ : 黑田剛
- 河井デブチン : 亀谷雅敬 (劇団若草)
- 新聞記者 : 紀原耕
- 新聞記者 : 八代康二
- 杉君 : 杉幸彦
- 女子高校生 : 東谷暎子
- 女子高校生 : 堀恭子
- お里 : 上田正世
- お春 : 佐藤和子
- 榎木兵衛[5]

## スタッフ
- 監督 ：春原政久
- 脚本 ：辻真先
- 原作 : 松村基生
- 音楽 : 村山芳男
- 撮影 : 姫田真佐久
- 編集 : 中村正
- 製作  :柳川武夫、茂木了次